# Beltrami TSA Tre Colli
La Beltrami TSA Tre Colli è una squadra maschile italiana di ciclismo su strada con licenza di UCI Continental Team.
Diretta da Stefano Chiari, è attiva dal 2016, e dal 2019 ha licenza di formazione Continental. Dal 2021 ha sede a Reggio Emilia. Nel biennio 2019-2020 ha avuto tra le sue file Filippo Baroncini, campione del mondo Under-23 2021 e professionista dal 2022, mentre nel 2021 ha gareggiato per Beltrami TSA Lorenzo Milesi, campione del mondo Under-23 a cronometro 2023.

## Cronistoria

### Annuario
| Anno | Codice | Nome                                | Cat.        | Biciclette | Dirigenza                                                                                               |
| ---- | ------ | ----------------------------------- | ----------- | ---------- | --- |
| 2016 | -      | Beltrami TSA Argon 18 Tre Colli     | Elite 2     | Argon 18   | Manager: Stefano Chiari Dir. sportivi: Giancarlo Raimondi, Enea Farinotti                               |
| 2017 | -      | Beltrami TSA Argon 18 Tre Colli     | Elite 2     | Argon 18   | Manager: Stefano Chiari Dir. sportivi: Giancarlo Raimondi, Daniele Contrini, Enea Farinotti             |
| 2018 | -      | Beltrami TSA Argon 18 Tre Colli     | Elite 2     | Argon 18   | Manager: Stefano Chiari Dir. sportivi: Roberto Miodini, Enea Farinotti, Daniele Contrini                |
| 2019 | BHP    | Beltrami TSA Hopplà Petroli Firenze | Continental | Argon 18   | Manager: Stefano Chiari Dir. sportivi: Orlando Maini, Enea Farinotti, Roberto Miodini                   |
| 2020 | BTM    | Beltrami TSA Marchiol               | Continental | Argon 18   | Manager: Stefano Chiari Dir. sportivi: Orlando Maini, Enea Farinotti, Mirco Lorenzetto, Roberto Miodini |
| 2021 | BTC    | Beltrami TSA Tre Colli              | Continental | Argon 18   | Manager: Stefano Chiari Dir. sportivi: Orlando Maini, Roberto Miodini                                   |
| 2022 | BTC    | Beltrami TSA Tre Colli              | Continental | Argon 18   | Manager: Stefano Chiari Dir. sportivi: Roberto Miodini                                                  |
| 2023 | BTC    | Beltrami TSA Tre Colli              | Continental | Argon 18   | Manager: Stefano Chiari Dir. sportivi: Roberto Miodini, Stefano Roncalli                                |
| 2024 | BTC    | Beltrami TSA Tre Colli              | Continental | Argon 18   | Manager: Stefano Chiari Dir. sportivi: Roberto Miodini, Stefano Roncalli                                |
| 2025 | BTC    | Beltrami TSA Tre Colli              | Continental | Argon 18   | Manager: Stefano Chiari Dir. sportivi: Roberto Miodini                                                  |

## Organico 2025
Aggiornato al 1º gennaio 2025.

### Staff tecnico
|  | Naz.              | Ruolo | Sportivo        |  |  |  |
|  | ----------------- | ----- | --------------- |  |  |  |
|  | Italia (bandiera) | TM    | Stefano Chiari  |  |  |  |
|  | Italia (bandiera) | DS    | Roberto Miodini |  |  |  |

### Rosa
|  | Naz.                 |  | Sportivo            | Anno |  |  |
|  | -------------------- |  | ------------------- | ---- |  |  |
|  | Italia (bandiera)    |  | Tommaso Anastasia   | 2006 |  |  |
|  | Italia (bandiera)    |  | Andrea Biancalani   | 2000 |  |  |
|  | Italia (bandiera)    |  | Nicolò D'Alessandro | 2006 |  |  |
|  | Italia (bandiera)    |  | Matteo Falchetti    | 2005 |  |  |
|  | Italia (bandiera)    |  | Gabriel Fede        | 2003 |  |  |
|  | Italia (bandiera)    |  | Pierluigi Garbi     | 2006 |  |  |
|  | Italia (bandiera)    |  | Valentino Kamberaj  | 2005 |  |  |
|  | Danimarca (bandiera) |  | Frederik Lykke      | 2004 |  |  |
|  | Italia (bandiera)    |  | Thomas Rigamonti    | 2006 |  |  |
|  | Italia (bandiera)    |  | Leonardo Rossi      | 2005 |  |  |
|  | Italia (bandiera)    |  | Giacomo Tagliavini  | 2004 |  |  |
|  | Italia (bandiera)    |  | Raffaele Tela       | 2005 |  |  |